# Рочестер (округ Ольстер, Нью-Йорк)
Рочестер (англ. Rochester) — місто (англ. town) в США, в окрузі Ольстер штату Нью-Йорк. Населення — 7272 особи (2020).

## Демографія
Згідно з переписом 2010 року, у місті мешкало 7313 осіб у 2936 домогосподарствах у складі 1956 родин. Було 4019 помешкань
Расовий склад населення:
| - 92,6 % — білих - 2,2 % — чорних або афроамериканців - 0,9 % — азіатів - 0,4 % — корінних американців - 1,3 % — осіб інших рас |

До двох чи більше рас належало 2,5 %. Частка іспаномовних становила 5,6 % від усіх жителів.
За віковим діапазоном населення розподілялося таким чином: 22,3 % — особи молодші 18 років, 64,7 % — особи у віці 18—64 років, 13,0 % — особи у віці 65 років та старші. Медіана віку мешканця становила 42,9 року. На 100 осіб жіночої статі у місті припадало 101,5 чоловіків;  на 100 жінок у віці від 18 років та старших — 101,8 чоловіків також старших 18 років.
Середній дохід на одне домашнє господарство  становив 89 473 долари США (медіана — 62 697), а середній дохід на одну сім'ю — 100 020 доларів (медіана — 66 369). Медіана доходів становила 52 297 доларів для чоловіків та 44 507 доларів для жінок. За межею бідності перебувало 8,4 % осіб, у тому числі 10,9 % дітей у віці до 18 років та 9,1 % осіб у віці 65 років та старших.
Цивільне працевлаштоване населення становило 3876 осіб. Основні галузі зайнятості: освіта, охорона здоров'я та соціальна допомога — 26,0 %, роздрібна торгівля — 18,1 %, мистецтво, розваги та відпочинок — 13,4 %, науковці, спеціалісти, менеджери — 9,3 %.